# Cunén K’iche’
Cunén K’iche’ (ISO 639-3: cun; povučen iz upotrebe 16. 1. 2009. Isto i cunén quiché, northern quiché, chuil quiché, cunenteco quiché, cunenteco k'iche'), nekada priznat jezik porodice Maya kojim govore Indijanci Cunenteco Quiché u gvatemalskom departmanu Quiché. 9 000 govornika (2000 Marhenke), od čega 7 000 na području departmana Quiché i 2 000 u gradu Guatemala (1993 Marhenke).
16. 1. 2009 njegov kodni element [cun] je povučen iz upotrebe a jezik je uklopljen u quiché

## Vanjske poveznice
- Ethnologue (14th)
- Ethnologue (15th)